# Theophil Studer

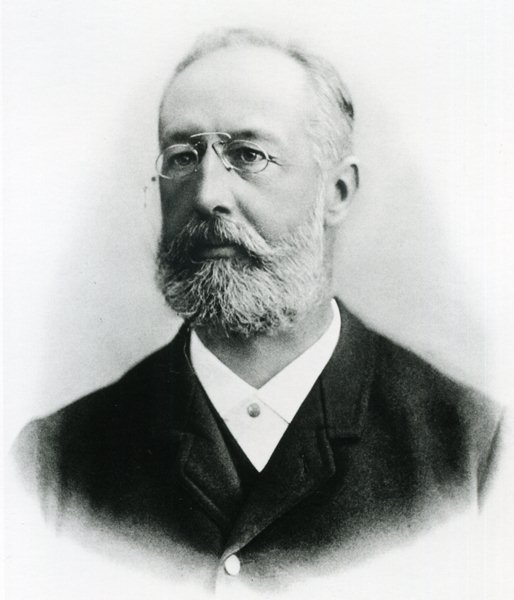
Theophil Studer

Theophil Rudolf Studer (referenziert auch als Théophile; * 27. November 1845 in Bern; † 12. Februar 1922 ebenda; heimatberechtigt ebenda) war ein Schweizer Mediziner und Zoologe, der vielfältige Forschungen auf den Gebieten der vergleichenden Anatomie, Zoologie, Paläontologie und Kynologie betrieb.

## Leben und Werk
Theophil Rudolf Studer wurde am 27. November als Sohn des Theologieprofessors Gottlieb Ludwig Studer und dessen zweiter Frau Charlotte Studer (geborene Schübler, 1815–1886) geboren. Er studierte ab 1865 an der Universität Bern Medizin, 1870 legte er dort sein medizinisches Staatsexamen ab. Anschliessend ging er nach Leipzig und studierte Zoologie bei Rudolf Leuckart. Sein Onkel Bernhard Studer, der erste Alpengeologe, förderte sein wissenschaftliches Interesse.
1870/71 war er im Deutsch-Französischen Krieg als Freiwilliger in einem sächsischen Garde-Grenadier-Regiment Truppenarzt in Frankreich. 1871 kehrte er nach Bern zurück. 1873 beendete er seine Studien und promovierte mit einer Arbeit über die Entwicklung der Vogelfeder zum Doktor der Medizin. Im Jahr 1871 wurde er Mitglied der Schweizerischen Naturforschenden Gesellschaft, deren Jahrespräsident er 1896 war. Ebenfalls ab 1871 war er am Naturhistorischen Museum Bern angestellt, von 1872 bis 1878 als nebenamtlicher Konservator und danach bis zu seinem Tod 1922 als Direktor der zoologischen Sammlungen des Museums. In ersterer Funktion nahm er als Photograph, Arzt und Zoologe von 1874 bis 1876 an der Weltumsegelung des deutschen Forschungsschiffs Gazelle teil. Nach seiner Rückkehr in die Schweiz war er ab 1876 Professor für Vergleichende Anatomie an der Berner Tierarzneischule (ab 1900 Veterinärmedizinische Fakultät der Universität Bern), ab 1879 Ordinarius für Zoologie, allgemeine Naturgeschichte und vergleichende Anatomie, 1884–1885 und 1908–1909 war er dort Dekan sowie 1891–1892 Rektor der Universität.
Als Konservator der zoologischen Sammlungen des Naturhistorischen Museums war Studer auch Mitglied der Museumskommission und fungierte von 1911 bis zu seinem Tod als deren Präsident. Er betrieb unter anderem Forschungen zu Paläontologie und Ornithologie; er war Initiant und Mitherausgeber des Katalogs der schweizerischen Vögel. Sein Hauptinteresse galt jedoch der Kynologie: Seine Forschungen zur Abstammung und Domestikation des Hundes führten unter anderem zu einer lange Zeit akzeptierten Urrassentheorie. Auf ihn geht auch die kynologische Sammlung der Albert-Heim-Stiftung des Naturhistorischen Museums zurück, die heute mehr als 2500 Hundeschädel umfasst.
Ein Karrierehöhepunkt für Studer war das Präsidium über den VI. Internationalen Zoologenkongress von 1904 in Bern.
Nachdem Studer sich Anfang 1921 von der Lehrtätigkeit zurückgezogen hatte, starb er am Morgen des 12. Februar 1922 nach kurzer, schwerer Krankheit. Studer war seit 1880 mit Henriette Kappeler verheiratet, die ihn auf manchen Reisen begleitete und ihn unterstützte. 1916 starb sie, ihre Ehe blieb kinderlos.

## Ehrungen
Studer wurde 1901 Ehrendoktor der Universität Lausanne und 1916 Ehrendoktor der Universität Genf. Er war ausserdem Ehrenpräsident der Schweizerischen Zoologischen Gesellschaft.

## Publikationen (Auswahl)
- Isopoden, gesammelt während der Reise S.M.S. Gazelle um die Erde 1874-76. Open Library 1884.
- Fauna Helvetica. Schweizerische Zoologische Gesellschaft, Verlag K. J. Wyss, 1894.
- Die praehistorischen Hunde in ihrer Beziehung zu den gegenwärtig lebenden Rassen. Verlag Zürcher und Furrer, Zürich 1901.